# جعفری وحشی
جعفری وحشی (نام علمی: Anthriscus) نام یک سرده از تیره چتریان است.